# Championnats d'Europe de patinage artistique 2024
Navigation
Édition précédente Édition suivante
Les championnats d'Europe de patinage artistique 2024 ont lieu du 8 au 14 janvier 2024 à la Žalgirio Arena de Kaunas en Lituanie. C'est la première fois que l'état balte le plus au sud accueille les championnats européens.

## Organisation
La compétition devait se dérouler du 22 au 28 janvier 2024 à la SYMA Sports and Conference Centre de Budapest en Hongrie. C'est la huitième fois que la capitale hongroise devait accueillir les championnats européens de patinage artistique après les éditions de 1895, 1909, 1955, 1963, 1984, 2004 et 2014.
Le 10 mai 2023, la Hongrie renonce à organiser la compétition pour des raisons économiques liées à la guerre russo-ukrainienne.
Le Conseil de l'ISU se réunit du 9 au 11 juin 2023 et décide d'attribuer les championnats d'Europe 2024 à la ville de Kaunas en Lituanie. Les dates d'organisation sont avancées du 8 au 14 janvier 2024.

## Qualifications
Les patineurs sont éligibles à l'épreuve s'ils représentent une nation européenne membre de l'Union internationale de patinage (International Skating Union en anglais) et s'ils ont atteint l'âge de 16 ans avant le 1er juillet 2023 dans leur pays de naissance. La compétition correspondante pour les patineurs non européens est le championnat des Quatre Continents 2024. Les fédérations nationales sélectionnent leurs patineurs en fonction de leurs propres critères, mais l'Union internationale de patinage exige un score minimum d'éléments techniques (Technical Elements Score en anglais) lors d'une compétition internationale avant les championnats d'Europe.

### Score minimum d'éléments techniques
L'Union internationale de patinage stipule que les notes minimales doivent être obtenues lors d'une compétition internationale senior reconnue par elle-même au cours de la saison en cours ou précédente, au plus tard 21 jours avant le premier jour d'entraînement officiel.
| Score minimum d'éléments techniques                                                         | Score minimum d'éléments techniques | Score minimum d'éléments techniques |
| Discipline                                                                                  | Programme court                     | Programme libre                     |
| Messieurs                                                                                   | 28.00                               | 46.00                               |
| Dames                                                                                       | 25.00                               | 42.00                               |
| Couples                                                                                     | 25.00                               | 42.00                               |
| Danse sur glace                                                                             | 30.00                               | 48.00                               |
| ------------------------------------------------------------------------------------------- | ----------------------------------- | ----------------------------------- |
| Les scores des programmes courts et libres peuvent être obtenus à différentes compétitions. |                                     |                                     |

### Nombre d'inscriptions par discipline
Sur la base des résultats des championnats d'Europe 2023, l'Union internationale de patinage autorise chaque pays à avoir de une à trois inscriptions par discipline.
| Nombre d'inscriptions                                             | Messieurs                             | Dames                                                     | Couples                                     | Danse sur glace                                              |
| ----------------------------------------------------------------- | ------------------------------------- | --------------------------------------------------------- | ------------------------------------------- | ------------------------------------------------------------ |
| 3                                                                 | France Italie                         | Belgique Géorgie                                          | Allemagne Italie                            | France Italie Royaume-Uni                                    |
| 2                                                                 | Estonie Géorgie Lettonie Suède Suisse | Allemagne Estonie Finlande Italie Pologne Roumanie Suisse | France Hongrie Pays-Bas Royaume-Uni Ukraine | Allemagne Finlande Géorgie Hongrie Lituanie Tchéquie Ukraine |
| Si non répertorié ci-dessus, une seule inscription est autorisée. |                                       |                                                           |                                             |                                                              |

Le 1er mars 2022, l'Union internationale de patinage interdit aux patineurs artistiques et aux officiels de la fédération de Russie et de la Biélorussie de participer et d'assister à toutes les compétitions internationales en raison de l'invasion russe de l'Ukraine le 24 février 2022. Ainsi ces deux pays sont absents des championnats européens 2024, 23 mois après le début du conflit, pour la deuxième année consécutive.

## Podiums
| Épreuves                            | Or                                | Argent                               | Bronze                               |
| ----------------------------------- | --------------------------------- | ------------------------------------ | ------------------------------------ |
| Messieurs résultats détaillés       | Adam Siao Him Fa                  | Aleksandr Selevko                    | Matteo Rizzo                         |
| Dames résultats détaillés           | Loena Hendrickx                   | Anastasia Gubanova                   | Nina Pinzarrone                      |
| Couples résultats détaillés         | Lucrezia Beccari / Matteo Guarise | Anastasiia Metelkina / Luka Berulava | Rebecca Ghilardi / Filippo Ambrosini |
| Danse sur glace résultats détaillés | Charlène Guignard / Marco Fabbri  | Lilah Fear / Lewis Gibson            | Allison Reed / Saulius Ambrulevičius |

## Tableau des médailles
| Rang  | Nation      | Or | Argent | Bronze | Total |
| ----- | ----------- | -- | ------ | ------ | ----- |
| 1     | Italie      | 2  | 0      | 2      | 4     |
| 2     | Belgique    | 1  | 0      | 1      | 2     |
| 3     | France      | 1  | 0      | 0      | 1     |
| 4     | Géorgie     | 0  | 2      | 0      | 2     |
| 5     | Estonie     | 0  | 1      | 0      | 1     |
| 5     | Royaume-Uni | 0  | 1      | 0      | 1     |
| 7     | Lituanie    | 0  | 0      | 1      | 1     |
| Total | Total       | 4  | 4      | 4      | 12    |

## Détails des compétitions

### Messieurs
| Rang                                        | Nom                          | Pays        | Points | Programme court | Programme court | Programme libre | Programme libre |
| ------------------------------------------- | ---------------------------- | ----------- | ------ | --------------- | --------------- | --------------- | --------------- |
| 1                                           | Adam Siao Him Fa             | France      | 276.17 | 1               | 94.13           | 1               | 182.04          |
| 2                                           | Aleksandr Selevko            | Estonie     | 256.99 | 3               | 90.05           | 3               | 166.94          |
| 3                                           | Matteo Rizzo                 | Italie      | 250.87 | 6               | 80.43           | 2               | 170.44          |
| 4                                           | Gabriele Frangipani          | Italie      | 246.09 | 4               | 83.51           | 4               | 162.58          |
| 5                                           | Lukas Britschgi              | Suisse      | 242.46 | 2               | 91.17           | 10              | 151.29          |
| 6                                           | Deniss Vasiļjevs             | Lettonie    | 237.42 | 5               | 82.34           | 7               | 155.08          |
| 7                                           | Nika Egadze                  | Géorgie     | 233.16 | 10              | 77.00           | 6               | 156.16          |
| 8                                           | Vladimir Samoilov            | Pologne     | 230.17 | 16              | 71.05           | 5               | 159.12          |
| 9                                           | Georgii Reshtenko            | Tchéquie    | 226.67 | 13              | 72.74           | 8               | 153.93          |
| 10                                          | Nikolaj Memola               | Italie      | 225.88 | 12              | 72.78           | 9               | 153.10          |
| 11                                          | Adam Hagara                  | Slovaquie   | 220.82 | 11              | 74.97           | 11              | 145.85          |
| 12                                          | Mark Gorodnitsky             | Israël      | 217.56 | 9               | 77.50           | 13              | 140.06          |
| 13                                          | Nikita Starostin             | Allemagne   | 211.85 | 14              | 71.99           | 14              | 139.86          |
| 14                                          | Ivan Chmouratko              | Ukraine     | 210.65 | 19              | 69.95           | 12              | 140.70          |
| 15                                          | Luc Economides               | France      | 210.56 | 7               | 78.59           | 17              | 131.97          |
| 16                                          | Vladimir Litvintsev          | Azerbaïdjan | 209.21 | 20              | 69.72           | 15              | 139.49          |
| 17                                          | Maurizio Zandron             | Autriche    | 202.91 | 22              | 65.47           | 16              | 137.44          |
| 18                                          | Tomàs-Llorenç Guarino Sabaté | Espagne     | 202.60 | 15              | 71.93           | 18              | 130.67          |
| 19                                          | Fedor Chitipakhovian         | Arménie     | 197.44 | 21              | 68.51           | 19              | 128.93          |
| 20                                          | Makar Suntsev                | Finlande    | 192.75 | 18              | 70.40           | 20              | 122.35          |
| 21                                          | Gabriel Folkesson            | Suède       | 191.67 | 17              | 70.71           | 21              | 120.96          |
| 22                                          | Andreas Nordebäck            | Suède       | 189.42 | 8               | 77.62           | 23              | 111.80          |
| 23                                          | Aleksandr Vlasenko           | Hongrie     | 183.76 | 23              | 65.08           | 22              | 118.68          |
| 24                                          | Davide Lewton-Brain          | Monaco      | 175.95 | 24              | 65.06           | 24              | 110.89          |
| Patineurs éliminés après le programme court |                              |             |        |                 |                 |                 |                 |
| 25                                          | Edward Appleby               | Royaume-Uni |        | 25              | 63.39           | NC              | NC              |
| 26                                          | Burak Demirboğa              | Turquie     |        | 26              | 63.00           | NC              | NC              |
| 27                                          | Jari Kessler                 | Croatie     |        | 27              | 62.44           | NC              | NC              |
| 28                                          | Alexander Zlatkov            | Bulgarie    |        | 28              | 61.94           | NC              | NC              |
| 29                                          | Fedir Kulish                 | Lettonie    |        | 29              | 60.97           | NC              | NC              |
| 30                                          | Mihhail Selevko              | Estonie     |        | 30              | 60.09           | NC              | NC              |
| 31                                          | Kevin Aymoz                  | France      |        | 31              | 57.33           | NC              | NC              |
| 32                                          | David Sedej                  | Slovénie    |        | 32              | 51.10           | NC              | NC              |

### Dames
| Rang                                          | Nom                  | Pays        | Points | Programme court | Programme court | Programme libre | Programme libre |
| --------------------------------------------- | -------------------- | ----------- | ------ | --------------- | --------------- | --------------- | --------------- |
| 1                                             | Loena Hendrickx      | Belgique    | 213.25 | 1               | 74.66           | 1               | 138.59          |
| 2                                             | Anastasia Gubanova   | Géorgie     | 206.52 | 3               | 68.96           | 2               | 137.56          |
| 3                                             | Nina Pinzarrone      | Belgique    | 202.29 | 2               | 69.70           | 3               | 132.59          |
| 4                                             | Livia Kaiser         | Suisse      | 194.72 | 4               | 66.31           | 4               | 128.41          |
| 5                                             | Lorine Schild        | France      | 183.86 | 6               | 63.27           | 6               | 120.59          |
| 6                                             | Sarina Joos          | Italie      | 180.83 | 9               | 59.82           | 5               | 121.01          |
| 7                                             | Kimmy Repond         | Suisse      | 180.82 | 8               | 60.34           | 7               | 120.48          |
| 8                                             | Olga Mikutina        | Autriche    | 173.46 | 5               | 63.71           | 10              | 109.75          |
| 9                                             | Julia Sauter         | Roumanie    | 168.40 | 10              | 58.59           | 9               | 109.81          |
| 10                                            | Lara Naki Gutmann    | Italie      | 166.01 | 16              | 55.68           | 8               | 110.33          |
| 11                                            | Josefin Taljegård    | Suède       | 165.03 | 13              | 57.33           | 12              | 107.70          |
| 12                                            | Emmi Peltonen        | Finlande    | 164.74 | 14              | 56.73           | 11              | 108.01          |
| 13                                            | Sofja Stepčenko      | Lettonie    | 157.69 | 21              | 52.53           | 13              | 105.16          |
| 14                                            | Nataly Langerbaur    | Estonie     | 155.32 | 19              | 54.36           | 15              | 100.96          |
| 15                                            | Kristina Isaev       | Allemagne   | 155.28 | 20              | 53.61           | 14              | 101.67          |
| 16                                            | Aleksandra Golovkina | Lituanie    | 155.16 | 15              | 55.80           | 16              | 99.36           |
| 17                                            | Nina Povey           | Royaume-Uni | 154.05 | 17              | 54.78           | 17              | 99.27           |
| 18                                            | Alexandra Feigin     | Bulgarie    | 153.04 | 12              | 57.33           | 19              | 95.71           |
| 19                                            | Mariia Seniuk        | Israël      | 152.95 | 18              | 54.53           | 18              | 98.42           |
| 20                                            | Anastasia Gozhva     | Ukraine     | 151.50 | 11              | 57.83           | 20              | 93.67           |
| 21                                            | Nella Pelkonen       | Finlande    | 150.01 | 7               | 62.60           | 23              | 87.41           |
| 22                                            | Alina Urushadze      | Géorgie     | 140.66 | 23              | 50.54           | 21              | 90.12           |
| 23                                            | Jade Hovine          | Belgique    | 140.38 | 22              | 51.32           | 22              | 89.06           |
| 24                                            | Barbora Vránková     | Tchéquie    | 116.90 | 24              | 50.08           | 24              | 66.82           |
| Patineuses éliminées après le programme court |                      |             |        |                 |                 |                 |                 |
| 25                                            | Ekaterina Kurakova   | Pologne     |        | 25              | 49.57           | NC              | NC              |
| 26                                            | Mia Risa Gomez       | Norvège     |        | 26              | 48.65           | NC              | NC              |
| 27                                            | Kristina Lisovskaja  | Estonie     |        | 27              | 47.94           | NC              | NC              |
| 28                                            | Regina Schermann     | Hongrie     |        | 28              | 45.50           | NC              | NC              |
| 29                                            | Vanesa Šelmeková     | Slovaquie   |        | 29              | 44.24           | NC              | NC              |
| 30                                            | Julija Lovrenčič     | Slovénie    |        | 30              | 41.52           | NC              | NC              |
| 31                                            | Antonina Dubinina    | Serbie      |        | 31              | 41.28           | NC              | NC              |
| 32                                            | Laura Szczęsna       | Pologne     |        | 32              | 40.03           | NC              | NC              |
| 33                                            | Ana Sofia Beşchea    | Roumanie    |        | 33              | 37.52           | NC              | NC              |

### Couples

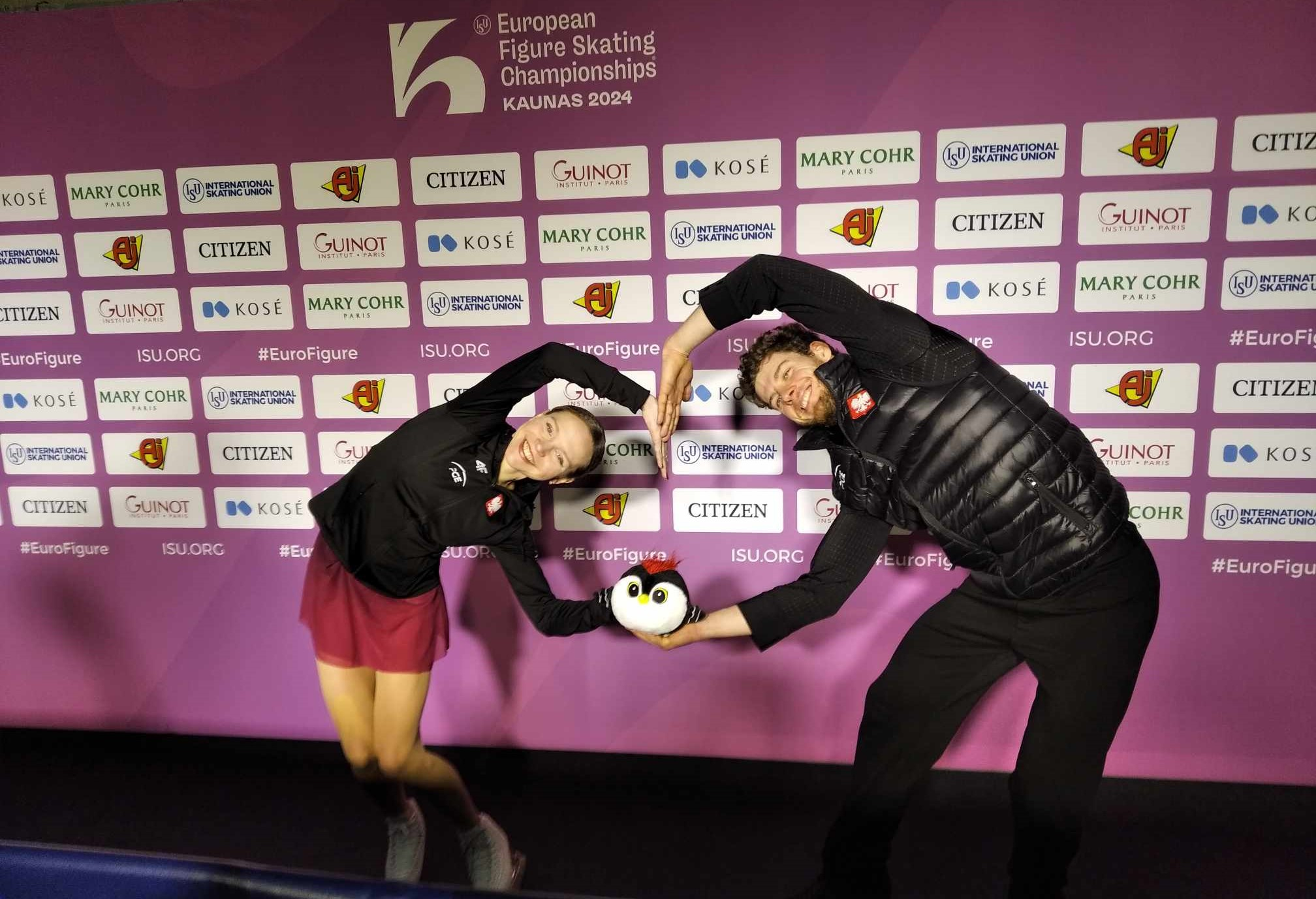
Les polonais Ioulia Chtchetinina et Michal Wozniak après leur programme libre.

| Rang                                      | Nom                                    | Pays        | Points | Programme court | Programme court | Programme libre | Programme libre |
| ----------------------------------------- | -------------------------------------- | ----------- | ------ | --------------- | --------------- | --------------- | --------------- |
| 1                                         | Lucrezia Beccari / Matteo Guarise      | Italie      | 199.19 | 3               | 67.05           | 1               | 132.14          |
| 2                                         | Anastasiia Metelkina / Luka Berulava   | Géorgie     | 196.14 | 1               | 71.30           | 5               | 124.84          |
| 3                                         | Rebecca Ghilardi / Filippo Ambrosini   | Italie      | 195.68 | 5               | 64.87           | 2               | 130.81          |
| 4                                         | Maria Pavlova / Alexei Sviatchenko     | Hongrie     | 194.02 | 4               | 65.29           | 3               | 128.73          |
| 5                                         | Minerva Fabienne Hase / Nikita Volodin | Allemagne   | 190.69 | 2               | 69.63           | 6               | 121.06          |
| 6                                         | Sara Conti / Niccolò Macii             | Italie      | 187.25 | 7               | 61.52           | 4               | 125.73          |
| 7                                         | Annika Hocke / Robert Kunkel           | Allemagne   | 177.75 | 6               | 62.52           | 7               | 115.23          |
| 8                                         | Daria Danilova / Michel Tsiba          | Pays-Bas    | 167.32 | 10              | 53.95           | 8               | 113.37          |
| 9                                         | Anastasia Vaipan-Law / Luke Digby      | Royaume-Uni | 159.01 | 8               | 56.79           | 9               | 102.22          |
| 10                                        | Ioulia Chtchetinina / Michał Woźniak   | Pologne     | 154.91 | 11              | 53.61           | 11              | 101.30          |
| 11                                        | Sofiia Holichenko / Artem Darenskyi    | Ukraine     | 154.37 | 12              | 52.95           | 10              | 101.42          |
| 12                                        | Océane Piegad / Denys Strekalin        | France      | 148.51 | 9               | 54.06           | 12              | 94.45           |
| 13                                        | Barbora Kucianová / Martin Bidař       | Tchéquie    | 144.63 | 13              | 52.49           | 14              | 92.14           |
| 14                                        | Milania Väänänen / Filippo Clerici     | Finlande    | 142.27 | 16              | 48.23           | 13              | 94.04           |
| 15                                        | Lydia Smart / Harry Mattick            | Royaume-Uni | 140.46 | 14              | 51.60           | 15              | 88.86           |
| Abandon                                   | Camille Mendoza / Pavel Kovalev        | France      |        | 15              | 50.90           |                 |                 |
| Couples éliminés après le programme court |                                        |             |        |                 |                 |                 |                 |
| 17                                        | Greta Crafoord / John Crafoord         | Suède       |        | 17              | 42.66           | NC              | NC              |
| 18                                        | Sophia Schaller / Livio Mayr           | Autriche    |        | 18              | 42.57           | NC              | NC              |

### Danse sur glace
| Rang                                               | Nom                                            | Pays        | Points | Danse rythmique | Danse rythmique | Danse libre | Danse libre |
| -------------------------------------------------- | ---------------------------------------------- | ----------- | ------ | --------------- | --------------- | ----------- | ----------- |
| 1                                                  | Charlène Guignard / Marco Fabbri               | Italie      | 214.38 | 1               | 86.80           | 1           | 127.58      |
| 2                                                  | Lilah Fear / Lewis Gibson                      | Royaume-Uni | 210.82 | 2               | 85.20           | 2           | 125.62      |
| 3                                                  | Allison Reed / Saulius Ambrulevičius           | Lituanie    | 203.37 | 3               | 80.73           | 3           | 122.64      |
| 4                                                  | Evgeniia Lopareva / Geoffrey Brissaud          | France      | 197.17 | 4               | 78.47           | 4           | 118.70      |
| 5                                                  | Loïcia Demougeot / Théo le Mercier             | France      | 192.15 | 8               | 75.69           | 5           | 116.46      |
| 6                                                  | Juulia Turkkila / Matthias Versluis            | Finlande    | 192.08 | 6               | 76.36           | 6           | 115.72      |
| 7                                                  | Natálie Taschlerová / Filip Taschler           | Tchéquie    | 191.55 | 5               | 76.68           | 7           | 114.87      |
| 8                                                  | Diana Davis / Gleb Smolkin                     | Géorgie     | 189.46 | 7               | 76.33           | 8           | 113.13      |
| 9                                                  | Kateřina Mrázková / Daniel Mrázek              | Tchéquie    | 182.33 | 9               | 75.19           | 11          | 107.14      |
| 10                                                 | Yuka Orihara / Juho Pirinen                    | Finlande    | 179.71 | 10              | 68.59           | 9           | 111.12      |
| 11                                                 | Jennifer Janse van Rensburg / Benjamin Steffan | Allemagne   | 178.78 | 11              | 68.37           | 10          | 110.41      |
| 12                                                 | Marie Dupayage / Thomas Nabais                 | France      | 170.98 | 13              | 65.15           | 12          | 105.83      |
| 13                                                 | Carolane Soucisse / Shane Firus                | Irlande     | 168.19 | 12              | 66.69           | 13          | 101.50      |
| 14                                                 | Mariia Holubtsova / Kyryl Bielobrov            | Ukraine     | 163.64 | 14              | 62.40           | 14          | 101.24      |
| 15                                                 | Victoria Manni / Carlo Röthlisberger           | Italie      | 163.09 | 15              | 62.26           | 15          | 100.83      |
| 16                                                 | Paulina Ramanauskaitė / Deividas Kizala        | Lituanie    | 154.85 | 20              | 60.76           | 16          | 94.09       |
| 17                                                 | Phebe Bekker / James Hernandez                 | Royaume-Uni | 154.75 | 19              | 61.19           | 17          | 93.56       |
| 18                                                 | Mariia Pinchuk / Mykyta Pogorielov             | Ukraine     | 153.58 | 17              | 61.42           | 18          | 92.16       |
| 19                                                 | Maria Nosovitskaya / Mikhail Nosovitskiy       | Israël      | 147.67 | 16              | 61.72           | 19          | 85.95       |
| 20                                                 | Solène Mazingue / Marko Jevgeni Gaidajenko     | Estonie     | 144.74 | 18              | 61.38           | 20          | 83.36       |
| Couples de danse éliminés après la danse rythmique |                                                |             |        |                 |                 |             |             |
| 21                                                 | Charise Matthaei / Max Liebers                 | Allemagne   |        | 21              | 59.74           | NC          | NC          |
| 22                                                 | Leia Dozzi / Pietro Papetti                    | Italie      |        | 22              | 58.71           | NC          | NC          |
| 23                                                 | Sofía Val / Asaf Kazimov                       | Espagne     |        | 23              | 58.04           | NC          | NC          |
| 24                                                 | Maria Sofia Pucherová / Nikita Lysak           | Slovaquie   |        | 24              | 56.09           | NC          | NC          |
| 25                                                 | Mariia Ignateva / Danijil Szemko               | Hongrie     |        | 25              | 55.04           | NC          | NC          |
| 26                                                 | Sofiia Dovhal / Wiktor Kulesza                 | Pologne     |        | 26              | 54.96           | NC          | NC          |
| 27                                                 | Milla Ruud Reitan / Nikolaj Majorov            | Suède       |        | 27              | 54.89           | NC          | NC          |
| 28                                                 | Layla Karnes / Liam Carr                       | Royaume-Uni |        | 28              | 54.10           | NC          | NC          |
| 29                                                 | Hanna Jakucs / Alessio Galli                   | Pays-Bas    |        | 29              | 53.51           | NC          | NC          |
| 30                                                 | Lucy Hancock / Ilias Fourati                   | Hongrie     |        | 30              | 53.47           | NC          | NC          |
| 31                                                 | Arianna Sassi / Luca Morini                    | Suisse      |        | 31              | 53.06           | NC          | NC          |
| 32                                                 | Adrienne Carhart / Oleksandr Kolosovskyi       | Azerbaïdjan |        | 32              | 49.53           | NC          | NC          |
| 33                                                 | Olivia Shilling / Léo Baeten                   | Belgique    |        | 33              | 47.51           | NC          | NC          |